# Articuli Reprobati
Die articuli reprobati sind 14 Artikel des Sachsenspiegels, die durch die päpstliche Bulle Salvator Humani Generis verboten wurden.

## Geschichte
Im Laufe der Jahrhunderte wurde zunächst angenommen, dass der Sachsenspiegel bereits als Ganzes im Jahr 1356 durch Innozenz VI. in einem als Regest bezeichneten Schreiben an Karl IV. verdammt worden war. In älterer Literatur des 19. Jahrhunderts wurde dieser Brief dann immer noch als eine kirchliche Verdammung des Textes eingestuft. In der Literatur des 20. Jahrhunderts ist jedoch die Verlässlichkeit der entsprechenden päpstlichen Aufzeichnungen aus dem Jahr 1356 in Frage gestellt worden. Die Datierung dieses Schreibens in das Jahr 1356 wird insbesondere deshalb in Zweifel gezogen, weil sie von in den späteren Jahren folgenden Angriffen gegen den Sachsenspiegel, insbesondere von denen des Mönchs Johannes Klenkok, nicht erwähnt wurde.

### Weg zur Bulle des Papstes
Der aus dem heute zu Niedersachsen gehörenden Hoya stammende Augustinermönch Johannes Klenkok war ein Theologe, der in Paris die Bibel und in Oxford die Sententiae des Petrus Lombardus studiert hatte. Dort wurde er im August 1359 zum Magister ernannt. Er kehrte 1361 in das Alte Reich zurück und wirkte dort als Studienregens seines Ordens in Erfurt und Magdeburg, und als Provinzial. Insbesondere von den jungen Augustinermönchen seiner Zeit wurde Klenkok häufig zitiert.
Beim Studium der Rechtsprechung des Schöffenstuhls von Magdeburg kamen Klenkok Zweifel, ob der angewandte Sachsenspiegel mit dem kanonischen Recht und den Grundsätzen des christlichen Glaubens vereinbar sei. Klenkok wandte sich an den in Magdeburg ansässigen Inquisitor Walter Kerlinger. Der Dominikaner riet ihm dazu, die Bedenken gegen den Sachsenspiegel zu verschriftlichen und eine Begründung zu verfassen. Klenkok kam dem nach und formulierte diese Kritik in einer Schrift, die er Dekadikon nannte, wobei der Titel dem Umstand entsprang, dass Klenkok sich gegen zehn Artikel des Sachsenspiegels wandte. Diese Schrift wollte Walter Kerlinger der Überlieferung nach an die Kurie weiterleiten, sandte sie jedoch nach der mehrheitlich in der Literatur vertretenen Auffassung an den Magdeburger Stadtrat.
Dieser war durch die Kritik am Rechtsspiegel und damit mittelbar an ihrem Stadtrecht, dem Magdeburger Recht, aufgebracht. Der Rat sah dies als einen so wichtigen Vorfall an, dass er den aus 36 Mitgliedern bestehenden dreifachen Rat und den Bürgerausschuss einberief. Diese Reaktion ist insbesondere vor dem Hintergrund zu verstehen, dass der Rat enge Verbindungen mit dem Magdeburger Schöffenstuhl unterhielt, der Rechtsprechungsinstitution des Magdeburger Rechts. Das Treffen des Rats fand wohl im Frühjahr 1368 statt, wobei vielfach auch eine Datierung in das Jahr 1369 vorgenommen wurde. Der Rat schickte weiterhin ein Schreiben an 400 Städte und Fürsten, die das Sachsenrecht anwandten. Darin warf er dem Mönch vor, dass dieser in seiner Kritik vor allem von der im Sachsenspiegel vorgeschriebenen Erbunfähigkeit von Mönchen veranlasst werde. Aber auch an Klenkok selbst erging ein Ratsschreiben, worin die Ratsherren zum Ausdruck brachten, dass sie über ihn erboster seien als über den 1325 ermordeten Erzbischof Burchard. Im Bericht des Augustinerpaters Johannes Schiphower wird dabei berichtet, dass Klenkok vor dem Zorn der Bürger in einem über die Mauer hinabgelassenen Korb aus der Stadt fliehen musste.
Klenkok reiste nach April 1369 von Magdeburg nach Halberstadt und überreichte sein Werk, den Dekadikon, auch dem Bischof von Halberstadt Albert von Rickmersdorf. Christopher Ocker hält Albert für einen Bekannten Klenkoks aus seiner Zeit in Paris. Der Bischof übergab die Schrift Klenkoks an den Theologen Rudolf Block, einen von Klenkoks früheren Lehrern, und den Lektor Jordan von Quedlinburg zur Begutachtung. Beide sollten ein Gutachten abgeben. Block diskutierte dabei auch persönlich mit Klenkok, wohingegen Jordan von Quedlinburgs Meinung nur schriftlich eingeholt wurde. Was das Ergebnis der Debatte war, ist nicht überliefert. Während der Jurist Hans-Josef Kullmann in seiner Dissertation davon ausgeht, dass beide Autoren die Kritik Klenkoks nicht teilten und stattdessen den Sachsenspiegel verteidigten, geht Ocker davon aus, dass das Gespräch zu keinem wirklichen Ergebnis geführt habe. Klenkok war weiterhin von seiner Ansicht überzeugt, aber ohne Unterstützung von seinen Ordensbrüdern. Der Bischof von Halberstadt mischte sich nach den überlieferten Berichten nur mit einem Argument in die Debatte ein, was für Klenkoks Ansichten sprach. So betonte er, dass eine Handlung zwar nach dem weltlichen Recht erlaubt sein könnte, nach kanonischem Recht aber trotzdem verboten sei. Klenkok überarbeitete seine Argumente und sandte seine Schrift erneut an Bischof Albert, wobei aber keinerlei Maßnahmen des Bischofs überliefert sind. Daher scheint Klenkok hier keinen Erfolg gehabt zu haben.
In einem der folgenden Jahre, entweder 1369 oder 1370, richtete Klenkok sich mit einer Flugschrift mit dem Titel „Universi Christi Fideles“ an die christlichen Autoritäten des Heiligen Römischen Reichs. In dieser Schrift kritisierte er nun 12 Artikel des Sachsenspiegels und bezieht sich dabei auch auf das Streitgespräch mit Rudolf Block und Jordan von Quedlinburg.
Im Jahr 1371 bat Klenkok seinen früheren Schüler Pierre de Vergne, der im Mai 1371 zum Kardinal ernannt worden war, in einem Brief sein Anliegen bezüglich des Sachsenspiegels an den Papst zu übermitteln. Dem Brief lag auch eine Ausgabe des Dekadikon bei. Klenkok hatte den Text noch weiter überarbeitet und inzwischen wandte er sich gegen 21 Artikel des deutschen Rechtsspiegels.  Pierre de Vergne kam dieser Bitte nach und übergab die Liste an den seit 1370 herrschenden Gregor XI. Dieser handelte nicht sofort, sondern holte den Rat von Theologen und Juristen ein. Wer in dieser Kommission saß, ist nicht überliefert. Sie bestand aus Kardinälen und doctores utriusque und sprach sich für eine Verurteilung aus.
Im April 1374 erließ der Papst dann die Bulle mit dem Namen Salvator Humani Generis, mit der er 14 Sätze im Sachsenspiegel verurteilte und alle Richtersprüche für ungültig erklärte, die auf diesen beruhten. Zusätzlich befahl er allen Christen die Sätze nicht mehr zu beachten. Aufgrund des Textes der Bulle vermutet Christopher Ocker, dass Klenkok selbst eine wichtige Rolle in der Kommission übernommen hatte. Diese 14 Artikel wurden später als articuli reprobati bezeichnet. Während Klenkok damit einen Teilerfolg errungen hatte, so erkannte der Papst konkludent an, dass sieben von Klenkok angegriffene Sätze nicht gegen kirchliches oder göttliches Recht verstoßen würden.

### Wirkung nach der Bulle
Kurz nach Klenkoks Tod im Juni 1374 sandte Gregor XI. im Oktober 1374 einen Brief an Kaiser Karl IV., mit dem er ihn aufforderte die Bulle und die Bannung der articuli reprobati durchzusetzen. Die Bulle selbst sandte Gregor an die Bischöfe von Magdeburg, Köln, Bremen, Riga und Prag, da in deren Territorien der Sachsenspiegel zumindest teilweise Geltung erlangt hatte.
In einigen späteren Handschriften fehlen die articuli reprobati. An einigen Artikeln steht in den Handschriften daneben, dass dies ein articulus reprobatus sei. Einige Handschriften, insbesondere aus dem kulmischen Gebiet, schrieben die Bulle nach dem unveränderten Sachsenspiegel nieder. In den folgenden Jahrzehnten und Jahrhunderten der Veröffentlichung der Bulle gab es verschiedene kirchliche Rezeptionen. Für das Erzbistum Breslau ist aus einer Randnotiz zum Codex Wratislaviensis bekannt, dass erst 1397 die Veröffentlichung der Bulle geschah, namentlich durch Wenzel von Breslau. Aus dem Fürstbistum Ermland ist eine Urkunde des Bischofs Heinrich III. von 1410 überliefert, in der er einen Vertrag schloss, die reprobierten Artikel aber aus dem anwendbaren Recht ausschloss.
In Westfalen waren die Schriften Klenkoks Ursache für einige Predigten. Der Bischof Michael von Riga verlangte Anfang des 16. Jahrhunderts die Streichung der articuli reprobati aus dem Stadtrecht Rigas. In der Sammlung der statuta regni des polnischen König Alexander von 1506 fehlen die articuli reprobati. Darüber hinaus verbot der König allen seinen Richtern und Untertanen die Artikel anzuwenden. In der sächsischen Oberhofgerichtsordnung von 1493 hatte er bereits verfügt, dass zwar das sächsische Recht von den Richtern anzuwenden sei, davon aber die reprobierten Artikel ausgenommen seien.
Nicht alle der Artikel unterfielen der gleichen Rezeptionsgeschichte. Einige Artikel entfielen wohl in den späteren Rechtsbüchern auch aus Praktibilitätsgründen, einige hielten sich noch Jahrzehnte oder sogar Jahrhunderte als Rechtsinstitute in den Rechtsbüchern der deutschen Lande. In einem Reichsgerichtsurteil (RGZ 137, 343) wird ein Artikel der articuli reprobati wieder angewandt.

## Inhalt
| Stelle des Sachsenspiegels                       | Regelungsinhalt | Gruppe (nach Kullmann)    |
| ------------------------------------------------ | --- | ------------------------- |
| Ldr. I 3, 3                                      | Wirkung der Gesetzgebung des Papstes bzgl. des Landrechtes                                                           | Kirchenpolitische Artikel |
| Ldr. III 57, 1                                   | Die Exkommunikation des Kaisers                                                                                      | Kirchenpolitische Artikel |
| Ldr. III 63, 2                                   | Wirkungen des Kirchenbannes                                                                                          | Kirchenpolitische Artikel |
| Ldr. I 52, 2                                     | Gesundheitsprobe | Privatrechtliche Artikel  |
| Ldr. I 52, 1                                     | Erbenlaub | Privatrechtliche Artikel  |
| Ldr. I 63, 3                                     | gerichtlicher Zweikampf (Gottesurteil)                                                                               | Prozessrechtliche Artikel |
| Ldr. I 39                                        | Ordale | Prozessrechtliche Artikel |
| Ldr. I 37 1. Var. und 2. Var. (als zwei Stellen) | Ehe mit einer entehrten Frau oder einer, die ihre Ehe gebrochen hatte (als Zwei Artikel gewertet)                    | Privatrechtliche Artikel  |
| Ldr. I 18, 2                                     | germanisches Rechtsinstitut des Eides der Unschuld oder Reinigungseid                                                | Prozessrechtliche Artikel |
| Ldr. I 18, 3                                     | Urteilsschelte | Prozessrechtliche Artikel |
| Ldr. I, 64                                       | Regelung zum Zweikampf nach Erschlagen eines Räubers/Diebes. Umgehen eines Kampfes bei Beibringen von Sieben Zeugen. | Prozessrechtliche Artikel |
| Ldr. II 12, 10.                                  | Fragen der Urteilsfindung                                                                                            | Prozessrechtliche Artikel |
| Ldr. I 6, 2 2. Satz                              | Haftung des Erben für Schulden des Erblassers                                                                        | Privatrechtliche Artikel  |

Von Klenkok wurden in der Ursprungsversion des Dekadikons noch weitere Artikel verdammt, die die Bulle jedoch nicht verdammte, wie Ldr. I 17, 2 und I 18, 1, die ein weniger vorhandenes Erbrecht der Schwaben regelte, Ldr. I 25, 1 und Ldr. I 25, 3, welches das Erb- und Lehensrecht im Zusammenhang mit dem Eintritt ins Kloster regelten, und Ldr. III 2, der sich auf die Behandlung von Geistlichen bezog.

## Rezeption
In der Rechtspraxis des Sachsenspiegels argumentierten Prozessparteien mit den reprobierten Artikeln um zu zeigen, dass der Sachsenspiegel in seiner Gesamtheit nicht anwendbar sei. Diese Argumentation wurde jedoch zurückgewiesen, denn nur spezifische Artikel seien verworfen worden.
In der germanistischen Forschung des 19. Jahrhunderts wird die Wirkung der articuli reprobati als gering angesehen. So wird geschrieben, dass die articuli reprobati zwar in einigen Schriften erwähnt worden seien, aber ohne spürbare Auswirkungen geblieben sind. In der späteren Forschung wird dies differenzierter gesehen, so habe die Bedeutung der articuli reprobati von der Maßgabe der Landesfürsten abgehangen und wie diese mit ihnen umgingen. Lars Rentmeister sah in den articuli reprobati ein indirektes Zeichen des Konfliktes zwischen Kaisertum und Kirche, aber auch zwischen Kaiser und Landeskirchen.
Eine wohl als sehr bedeutend anzusehende Rezeption der articuli reprobati ist, dass sie in dem in Osteuropa, insbesondere Preußen, geltenden Rechtsbuch, dem Alten Kulm, welches den Sachsenspiegel fast vollständig übernimmt, nicht enthalten sind. In einer Handschrift aus Olmütz tauchen die articuli reprobati in einer Gesetzessammlung des römischen Rechtes nach den drei Büchern personae, res, actiones im Rahmen eines vierten Buches kirchenrechtlichen Inhaltes auf.
Die articuli reprobati werden teilweise benutzt, um ein Werk datieren zu können. Insbesondere in Polen, wo die articuli reprobati rezipiert wurden, wird aus der Tatsache, ob diese in einer Handschrift des Sachsenspiegels auftauchen, geschlossen, wie alt die Handschrift sein könnte.
Kullmann beschrieb die Argumentation Klenkoks als moderne Auffassung. Zwar habe ihr Streben nicht unmittelbaren Erfolg gehabt, doch sei der Kirche des Mittelalters zu verdanken, dass das heutige Recht die richterliche Beweiswürdigung kennt und Krankheit und Gebrechlichkeit nicht mehr zur Verfügungsbeschränkung führen.